# Rujevica (Sokobanja)
Pour les articles homonymes, voir Rujevica.
Rujevica (en serbe cyrillique : Рујевица) est un village de Serbie situé dans la municipalité de Sokobanja, district de Zaječar. Au recensement de 2011, il comptait 195 habitants.

## Démographie
| 1948 | 1953 | 1961 | 1971 | 1981 | 1991 | 2002 | 2011 |
| ---- | ---- | ---- | ---- | ---- | ---- | ---- | ---- |
| 463  | 468  | 434  | 434  | 397  | 337  | 260  | 195  |

|  |